# Westelijke kraagtrap
De westelijke kraagtrap (Chlamydotis undulata) is een grote vliegende vogel uit de familie der trappen (Otididae). De vogel werd in 1784 geldig beschreven. Ook de oostelijke kraagtrap (C. macqueenii), die voorkomt in West-Azië, werd aanvankelijk als aparte soort beschreven, maar later beschouwd als een ondersoort van de kraagtrap. Rond de laatste eeuwwisseling werden de soorten weer opgesplitst.

## Kenmerken
De lichaamslengte bedraagt 65 tot 75 cm (mannetje) en 55 tot 65 cm (vrouwtje) en het gewicht 1,8 tot 3,2 kg (mannetje) en 1,2 tot 1,7 kg (vrouwtje). Deze vogel heeft van boven een zandkleurig verenkleed met bruine vlekken. De nek is blauwachtig grijs met een verticale zwarte streep. De rest van de borst en de onderbuik zijn vuilwit. De vogels hebben witte sierveren op de kruin en ook (meestal verborgen onder de vleugels) aan de flanken. Het vrouwtje is kleiner, minder zwaar en het verenkleed is minder contrastrijk, de hals is minder zwart en de sierveren zijn nauwelijks zichtbaar.

## Baltsgedrag
In de paartijd proberen de mannetjes de aandacht te trekken van vrouwtjes door met opgezette kraag en kuif rond te stappen.

## Verspreiding en leefgebied
Deze soort komt voor in droge omgevingen en woestijnen op de Canarische Eilanden en Noord-Afrika. Hun voedsel bestaat uit zaden, zachte scheuten, insecten en andere kleine dieren, zoals hagedissen. Ze kunnen vliegen, maar doen dit met tegenzin. Ze zijn goed aangepast aan een leven in de woestijn en ze hoeven zelfs nooit te drinken. Deze vogel is deels trekvogel.
De soort telt twee ondersoorten:
- C. u. fuertaventurae: de oostelijke Canarische Eilanden.
- C. u. undulata: noordelijk Afrika.

## Status
De grootte van de populatie wordt geschat op 13 tot 33 duizend volwassen individuen. De kraagtrap gaat in aantal achteruit, vooral door de jacht. Daarnaast wordt overal hun leefgebied bedreigd door wegenaanleg, elektriciteitsmasten, voorzieningen voor toerisme, militaire oefenterreinen, overbegrazing en mogelijk ook predatie op hun eieren door ingevoerde zoogdieren. Om al deze redenen staat de westelijke kraagtrap als kwetsbaar op de Rode Lijst van de IUCN.